# Leopoldo Lugones
Leopoldo Lugones (13 de Junho de 1874 – 18 de Fevereiro de 1938) foi um escritor e jornalista argentino.

## Vida
Nascido em Villa de María del Río Seco, tradicional cidade da província de Córdoba, no coração católico da Argentina, Lugones pertencia a uma família de grandes proprietários rurais. Ele começou a escrever profissionalmente no jornal La Montaña, onde tinha o respaldo de Manuel Quintana, um aristocrata que se tornaria presidente da Argentina. Tal proximidade conduziu-o à Buenos Aires, onde seu talento literário desenvolveu-se rapidamente.
Lugones foi um dos expoentes argentinos da corrente literária latino-americana conhecida como Modernismo, uma forma de parnasianismo influenciada pelo simbolismo e escreveu um romance denso, La guerra gaucha (1905). Também foi um jornalista, polemista e orador apaixonado, que começou apoiando o socialismo, mais tarde tornou-se conservador e finalmente terminou por apoiar o fascismo.
Leopoldo Lugones viajou à Europa em 1906, 1911, 1913 e em 1930, ano no qual apoiou o golpe de estado contra o presidente do partido da União Cívica Radical, o idoso Hipólito Yrigoyen.
Profundamente deprimido no início de 1938, quando vivia no balneário de El Tigre, próximo de Buenos Aires, Lugones cometeu suicídio ingerindo cianureto.

## Poesia
- Las montañas del oro (1897)
- Los crepúsculos del jardín (1905)
- Lunario sentimental (1909)
- Odas seculares (1910)
- El libro fiel (1912)
- El libro de los paisajes (1917)
- Las horas doradas (1922)
- Romances del río seco (póstumo, 1939)

## Contos
- Las fuerzas extrañas 1906
- Cuentos fatales 1926

## Traduções
1. Os doze gozos/Los doce gozos, Camilo Prado (trad.), (n.t.) Revista Literária em Tradução, nº 1 (set/2010), Fpolis/Brasil, ISSN 2177-5141 